# Оротава
Оротава (исп. Valle de La Orotava) — плодородная зелёная долина, расположенная на севере вулканического острова Тенерифе (Канарские острова). Размер долины составляет 10 на 11 км и она поднимается до высоты двух тысяч метров, где граничит с вулканическим массивом Лас-Каньядас, в составе которого находится крупнейшая вершина Испании — пик Тейде (3718 м).

## Возникновение

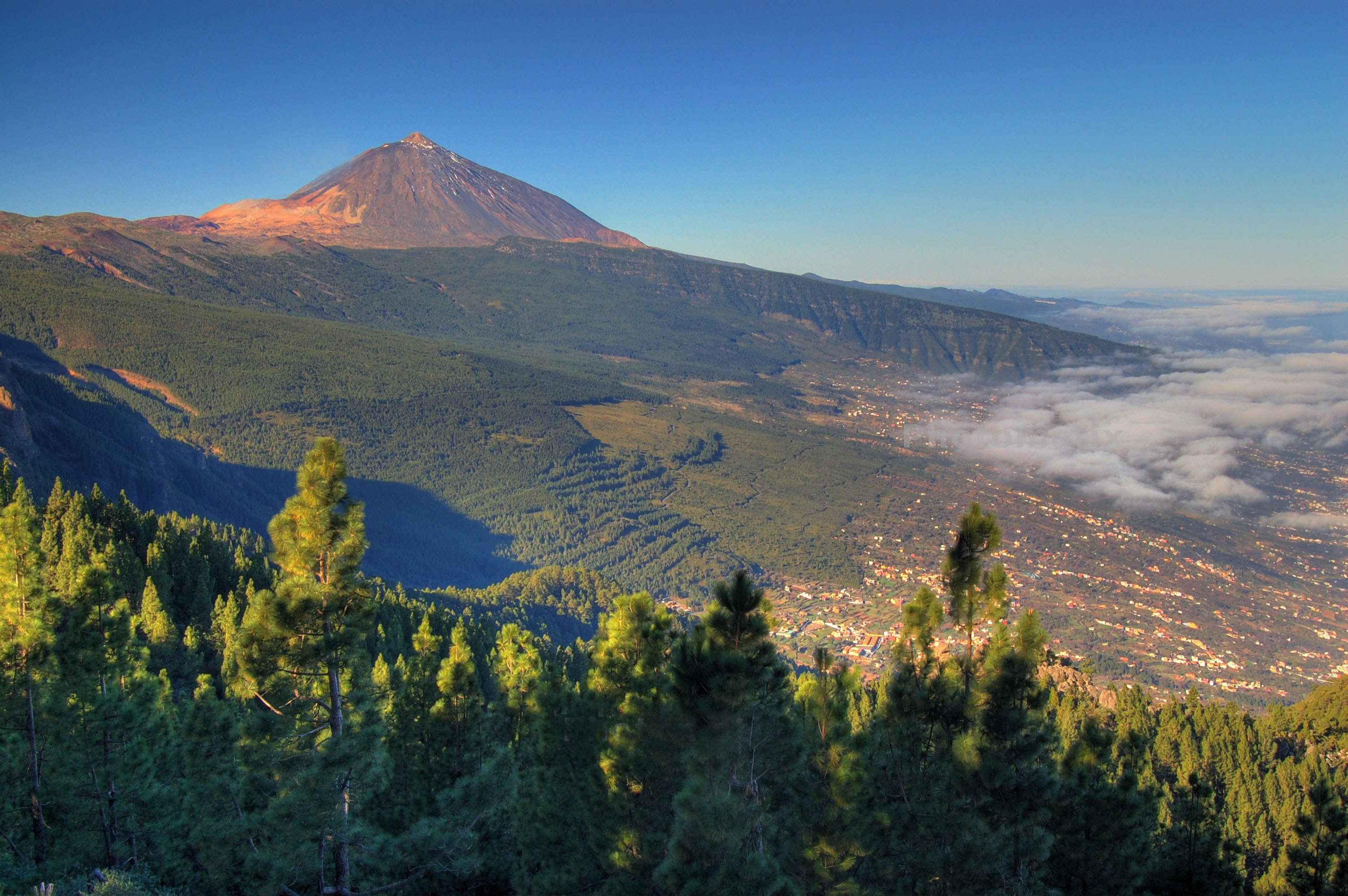
Верхняя часть долины с видом на Тейде

С западной стороны Оротаву, подобно стене, ограничивает огромный лавовый массив Ладера-де-Тигайга, а с востока — резко поднимающимся лавовым массивом Ладера-де-Санта-Урсула. Сама долина возникла вследствие гигантского оползня лавовых пород в океан, следы которого обнаруживаются вплоть до глубины 3500 метров к северу от Тенерифе. Ладера-де-Тигайга и Ладера-де-Санта-Урсула являются гранями этого оползня. Объём оротавского оползня, произошедшего несколько миллионов лет назад, оценивается в 500 км³.

## Население и туризм
Своё имя долина получила по старому и богатому традициями городу Ла-Оротава, расположенному на высоте 340 м и насчитывающему около 40 тысяч жителей. Бывший порт Ла-Оротавы Пуэрто-де-ла-Крус является сегодня главным центром долины и средоточием туризма на севере Тенерифе. На западе долины расположен город Лос-Реалехос. Несмотря на многочисленность туристов, большие части долины, в особенности находящиеся на средней высоте и выше, уединённы и спокойны. Существует множество прогулочных троп, позволяющих открыть для себя красоту долины и богатство её растительности.

## Александр фон Гумбольдт
В 1799 году Тенерифе посетил знаменитый учёный и естествоиспытатель Александр фон Гумбольдт, который остановился здесь на неделю в преддверии своей длительной поездки в Южную Америку. Гумбольдт совершил экспедицию из Санта-Крус-де-Тенерифе вдоль верхней части Оротавы к пику Тейде. В своих мемуарах Гумбольдт признался, что нигде не видел такой гармонии скал и растительности, а также такого простора и природного разнообразия, как в долине Оротава.